# إبراهيم جمعة ديتو
إبراهيم جمعة ديتو (ولد في 21 أغسطس 1936 في القصيبية، البحرين - توفي في 16 سبتمبر 2022 في البحرين) مناضل يساري وأكاديمي بحريني. أحد مؤسسي جبهة التحرير الوطني - البحرين الحزب اليساري الأول في منطقة الخليج العربي.

## النشأة والتعليم
ولد ديتو في منطقة القضيبية بالمنامة عاصمة البحرين في 1 يناير 1936 حيث قضى طفولته وصباه في أحياء القضيبيبة نفسها والحورة وفريج الفاضل وتخرج من مدرسة الصناعة الثانوية في عام 1954.

## المسيرة المهنية والنضالية
التحق بشركة نفط البحرين (بابكو) التي ابتعثته في العام 1958 لبريطانيا في دورة تدريبية ضمن أولى مجموعات من ابتعثتهم الشركة للتدريب ومكث هناك عام ونصف ثم عاد بعدها لمواصلة عمله في الشركة وعرف عنه شغفه بالثقافة والفن واحترف الرسم الهندسي.
كان أحد مؤسسي جبهة التحرير الوطني - البحرين في 15 فبراير 1955 مع علي عبد الله دويغر وأحمد الذوادي وعلي مدن وجعفر الصياد وغيرهم. بسبب نشاطه الوطني والنضالي اعتقل ديتو عدة مرات في الستينات حيث دخل المعتقل في أعوام 1961 (مع يوسف العجاجي والدكتور يعقوب جناحي ومحمد حسن جناحي) و1965 و1966 وبعد اعتقاله في عام 1968 (تم اعتقاله من قبل نائب مدير الاستخبارات البريطانية آنذاك الأردني أحمد محسن من منزله في أم الحصم حيث قام بضربه لحظة القبض عليه وتفتيش المنزل وكان دوره في التنظيم توزيع المناشير وتنظيم الخلايا وليست له نشاطات طلابية بل نشاطه الذي كان التنظيم يكلفه به يحرص على تنفيذه والاتقان فيه) ضمن حملة الاعتقالات الواسعة التي طالت كوادر ومناضلي جبهة التحرير الوطني قدم إلى محاكمة صورية بعد شهور من اعتقاله حكمت بنفيه إلى الخارج حيث استقر في الكويت مع عائلته عقودا وفيها التحق بداية بشركة النفط الإسبانية العاملة في الكويت ثم عين في قسم الجيولوجيا بجامعة الكويت كرسام هندسي.
رجع إلى البحرين من الكويت بعد نفيه إليها في عام 1978 لتجديد جواز سفره حيث رفضت سفارة البحرين في الكويت تجديده وتم سحبه لمدة ستة شهور وبعد لقاء مع وزير الداخلية آنذاك محمد بن خليفة آل خليفة حيث كان زميل دراسة في المرحلة الإبتدائية الذي اتهمه بعد الترحيب به بتهمة العمل ضد الدولة وتحريض الطلبة البحرينيين في جامعة الكويت على كراهية النظام وذلك حين يجتمعون معه بحسب إدعاءاته في مختبر الجامعة ورد ديتو بأنه لا يوجد عنده مختبر في الجامعة وإنما مكتب للتخطيط الهندسي والمعلومات التي أوصلوها إليكم مغلوطة.
أمر وزير الداخلية بإعطائه جواز السفر وتجديده لكنه حصل على مضايقات فيما بعد من الأمن الوطني الكويتي أثناء الحصول على إقامة في الكويت وبعد جهد جهيد تمت التسوية حيث كان يتهم من قبل جهاز الأمن الوطني الكويتي في بث الأفكار الشيوعية وسط الطلبة بالجامعة وفي الكويت عموما وهي منافية للعادات والتقاليد والثقافة الإسلامية عند الكويتيين وفق زعمهم. عند عودته ثانية إلى الكويت عمل في شركة نفط الكويت.
تم رفض عودته للبحرين مرارا وفي مطلع التسعينات كان على وشك الالتحاق بشركة نفط البحرين وفق محاولات مع وزير النفط والصناعة آنذاك يوسف الشيرواي عبر محاولات حثيثة قامت بها وداد المسقطي مديرة لإدارة الموارد البشرية والمالية في الوزارة مع مساعي آخرين لكن خلفيات أحداث وحل نادي الفجر في الحورة بنهاية الخمسينات ألقت بظلالها خاصة وأن الوزير – الجسر – كان مايسترو حل النادي والمواجهة وفق الادعاءات مع الشيوعيين (خالد الذوادي وأخيه أحمد الذوادي). غادر الكويت إلى البحرين للاستقرار فيها بصورة نهائية في العام 2006.
ظل ديتو متمسكا بأفكاره التقدمية ثابتا على مواقفه الوطنيّة حتى آخر حياته.

## الوفاة
توفي ديتو في 16 سبتمبر 2022 في البحرين.

## الحياة الشخصية
متزوج ولديه محمد وفهد ومنى وهدى وندى.